# Гасанов, Насиб Мамед Гасан оглы
Насиб Мамед Гасан оглы Гасанов (азерб. Nəsib Məhəmmədhəsən oğlu Həsənov; 10 мая 1912, Нуха — 1 января 1979, Шеки) — советский азербайджанский табаковод, Герой Социалистического Труда (1949).

## Биография
Родился 10 мая 1912 года в городе Нуха Нухинского уезда Елизаветпольской губернии (ныне город Шеки в Азербайджане).
Окончил Азербайджанский сельскохозяйственный институт имени Агамали оглы (1933).
С 1933 года на различных должностях в Нухинском, Кахском районах и Министерстве сельского хозяйства Азербайджанской ССР. В 1948 году обеспечил своей работой перевыполнение в целом по Нухинскому району планового сбора табака на 24,4 процента.
Указом Президиума Верховного Совета СССР от 1 июля 1949 года за получение в 1948 году высоких урожаев табака Гасанову Насибу Мамед Гасан оглы присвоено звание Героя Социалистического Труда с вручением ордена Ленина и золотой медали «Серп и Молот».
Скончался 1 января 1979 года в городе Шеки.